# 拉基夫希納
51°15′35″N 28°53′38″E / 51.25972°N 28.89389°E
拉基夫希納（烏克蘭語：Раківщина），是烏克蘭北部的村莊，隸屬日托米爾州的科羅斯滕區。該村始建於1645年，面積1.95平方公里，海拔高度141米，2001年人口486，人口密度每平方公里248.98人。